# Vesania
Vesania (latinski: "ludilo") je poljski simfonijski black/blackened death metal sastav. Grupu su 1997. godine osnovali pjevač i gitarist Orion, bubnjar Daray i basist Heinrich. Postava sastava često je pogrešno opisivana kao supergrupa zbog sudjelovanja njenih članova u poznatim sastavima kao što su Behemoth, Decapitated i Dimmu Borgir.

## Povijest

### Demo uradci iWrath ov the Gods / Moonastray(1997. – 2002.)
Sastav su 1997. godine u Varšavi osnovali bubnjar Dariusz "Daray" Brzozowski, gitarist i pjevač Tomasz "Orion" Wróblewski i basist Filip "Heinrich" Hałucha. Ubrzo nakon toga sastavu su se pridružili klavijaturist Hatrah i gitarist Filip "Annahvahr" Żołyński. Iste je godine sastav u studiju Selani u Olsztynu snimio svoj prvi demouradak Rehearsal, koji je objavljen 1998. godine. Nakon snimanja svojeg drugog demouratka CD Promo 1999 1999. godine Hatrah je napustio sastav te ga je 2000. godine zamijenio Krzysztof "Siegmar" Oloś.
Nova je postava sastava uskoro počela nastupati na koncertima u Poljskoj te je sastav 2002. godine objavio split album Wrath ov the Gods / Moonastray zajedno s grupom Black Altar; album su činili Black Altarov EP Wrath of the Gods te Vesanijin demouradak CD Promo 1999, ovaj put noseći ime Moonastray. Split album objavila je diskografska kuća Odium Records.

### Firefrost Arcanum,God the LuxiDistractive Killusions(2003. – 2007.)
U vremenskom periodu između 2001. i 2002. godine sastav je ponovno otišao u studio Selani kako bi snimio svoj prvi studijski album Firefrost Arcanum. Album je u siječnju 2003. godine u Poljskoj objavila diskografska kuća Empire Records dok ga je u ožujku u ostatku Europe objavio Crash Music. U pogledu tekstova na albumu Orion je komentirao:
 Nakon objave albuma sastav je nastupio na festivalu Metalmania zajedno sa sastavima kao što su Samael, Marduk i Malevolent Creation, nakon čega je grupa otišla na turneju Blitzkrieg Tour 2003 zajedno s grupom Vader. Orion se iste godine kao basist pridružio sastavu Behemoth, no Vesaniu je iste godine napustio Annahvahr koji se želio usredotočiti na svoj posao fotografa.  
Godine 2004. Daray se pridružio sastavu Vader, zamjenjujući bivšeg bubnjara sastava Krzysztofa "Doca" Raczkowskog. Krajem iste godine sastav je započeo rad na svojem drugom studijskom albumu God the Lux; album je bio snimljen u studiju Hendrix u gradu Lubin te su mastering i miksanje albuma izvršila braća Wojciech i Sławomir Wiesławski, dok je Arkadiusz "Malta" Malczewski služio kao inženjer. Album je u travnju 2005. godine u Poljskoj objavila diskografska kuća Empire Records dok ga je u ostalim zemljama objavio Napalm Records. U ljeto 2005. godine sastavu se pridružio gitarist Marcin "Valeo" Walenczykowski.
Početkom 2006. godine sastav odlazi na europsku turneju s grupama Cryptopsy, Grave, Dew-Scented, Hurtlocker i Aborted. Sastav je naknadno otišao i na poljsku turneju Blitzkrieg Tour 4 zajedno s Vaderom, Azarathom i Traumom.
Sastav krajem 2007. godine objavljuje svoj treći studijski album Distractive Killusions; sastav je snimio album u studiju X u Olsztynu zajedno s producentom Szymonom Czechom. U pogledu objave albuma Orion je komentirao:

### Pauza u radu iDeus Ex Machina(2008. – danas)
Godine 2009. Daray je izjavio kako je sastav pauzirao svoj rad. Iste se godine Heinrich pridružio grupi Decapitated.
U ljeto 2010. godine sastav je ponovno započeo s radom. U travnju 2011. godine sastav je zajedno s grupom Christ Agony održao nekoliko koncerata u Bjelorusiji i Rusiji. Istog mjeseca sastav je otišao na poljsku turneju Unholy Carnival Tour zajedno sa sastavima Nomad i Lost Soul. Drugi dio turneje održan je u svibnju. U rujnu iste godine sastav je otišao na europsku turneju s grupama Hate, Negură Bunget i Inferni.
Godine 2014. sastav je objavio svoj četvrti studijski album Deus Ex Machina.

## Članovi sastava
| Trenutna postava - Heinrich – bas-gitara (1997. - danas) - Daray – bubnjevi (1997. - danas) - Orion – vokali, gitara (1997. – danas) - Siegmar – klavijature (2000. – danas) - Valeo – gitara (2005. - danas) Koncertni članovi - Kerim "Krimh" Lechner – bubnjevi (2014. - danas) |  | Bivši članovi - Annahvahr – vokali, gitara (1998. – 2003.) - Hatrah – klavijature (1998. – 1999.) Bivši koncertni članovi - Mortifer – gitara (2003.) |

## Diskografija
Studijski albumi
- Firefrost Arcanum (2003.)
- God the Lux (2005.)
- Distractive Killusions (2007.)
- Deus Ex Machina (2014.)

Split albumi
- Wrath ov the Gods / Moonastray (2002.)

Demo uradci
- Rehearsal (1998.)
- CD Promo 1999 (1999.)

## Vanjske poveznice

### Sestrinski projekti
|  | Zajednički poslužitelj ima još gradiva o temi Vesania |

### Mrežna mjesta
- Službene stranice sastava
- Vesania na Facebooku